# Jaworzynka (dolina)

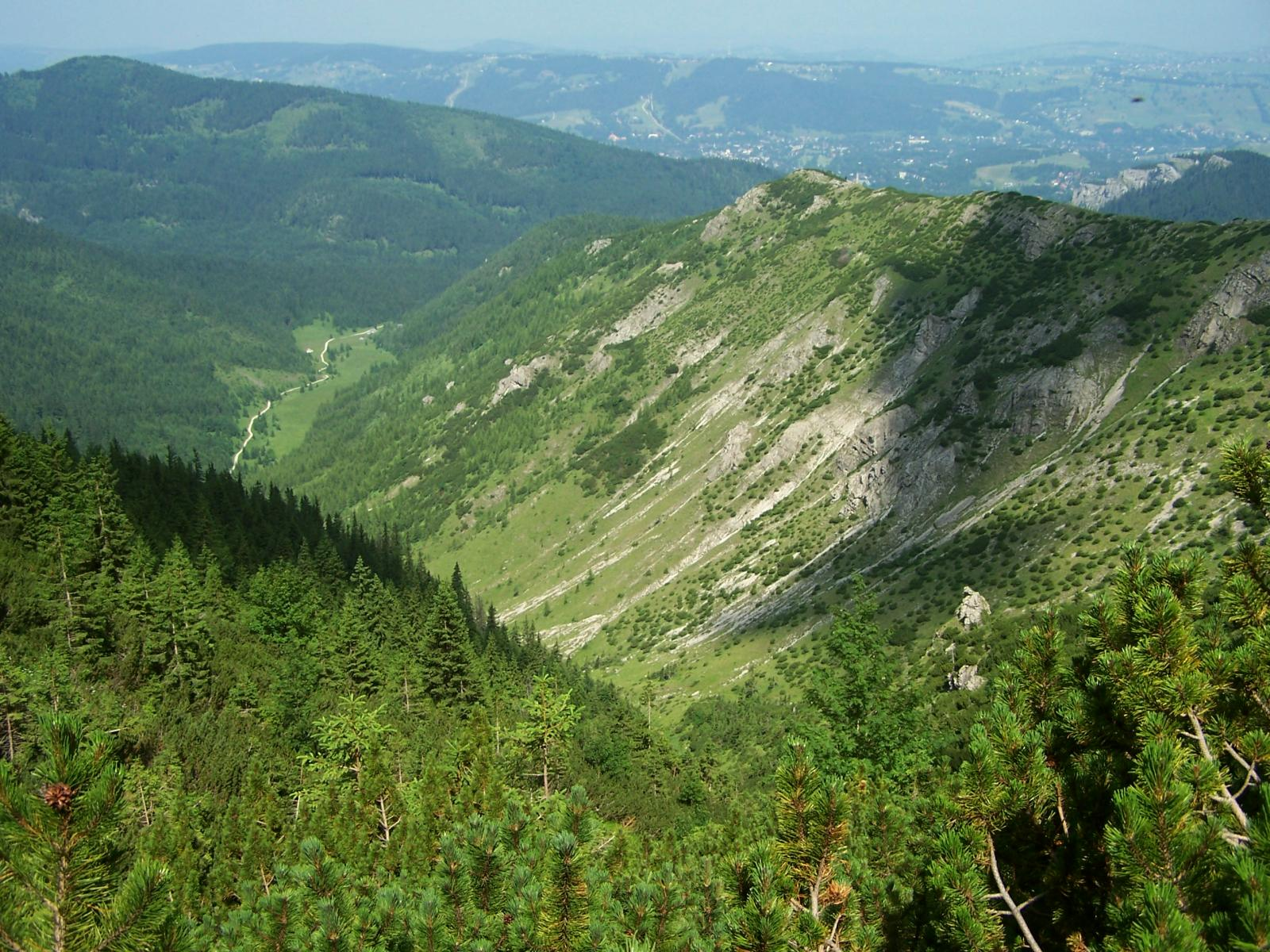
Dolina Jaworzynka – zniszczone erozją zbocza wschodnie znacznie już pokryły się roślinnością

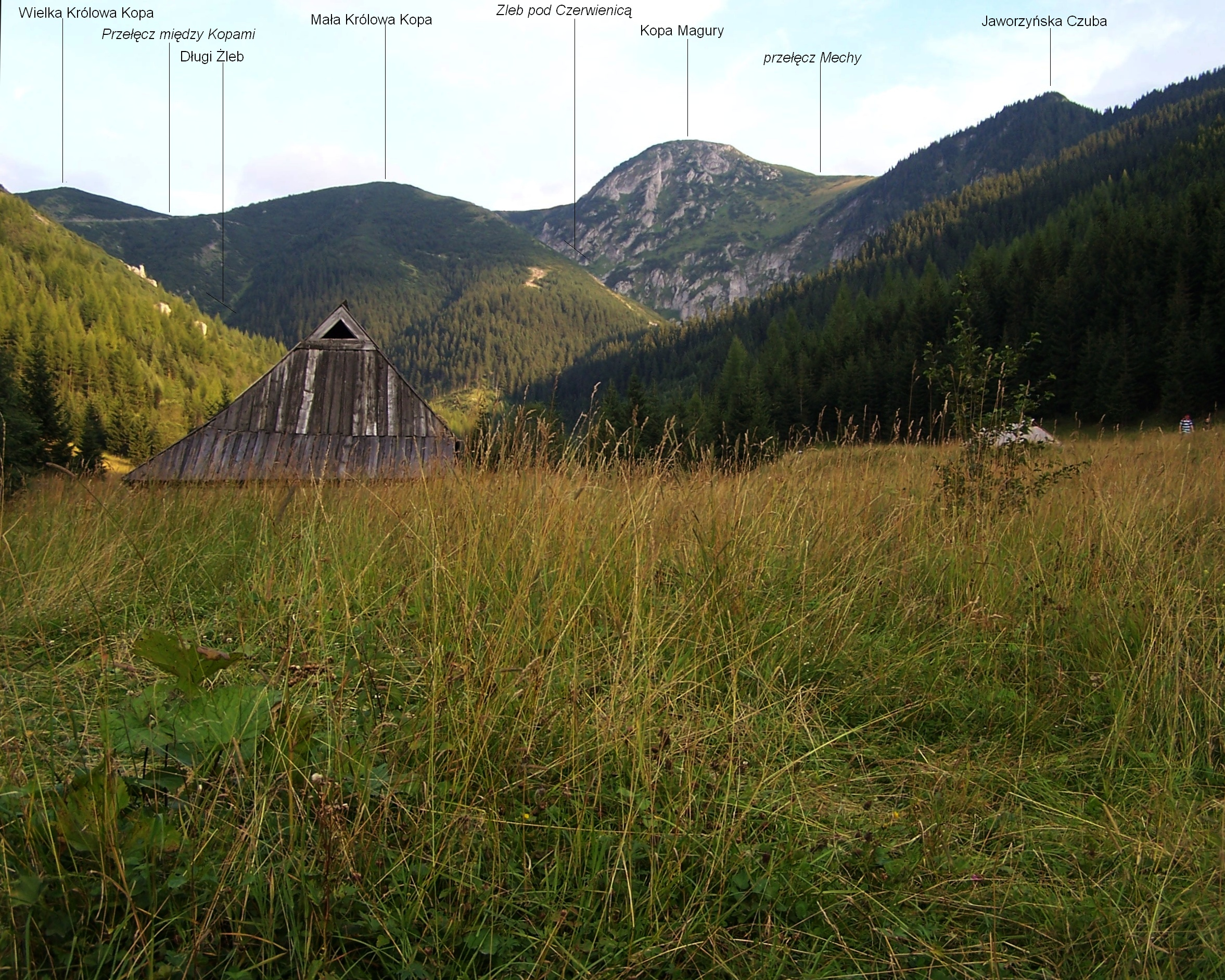
Widok z polany Jaworzynki w górę doliny

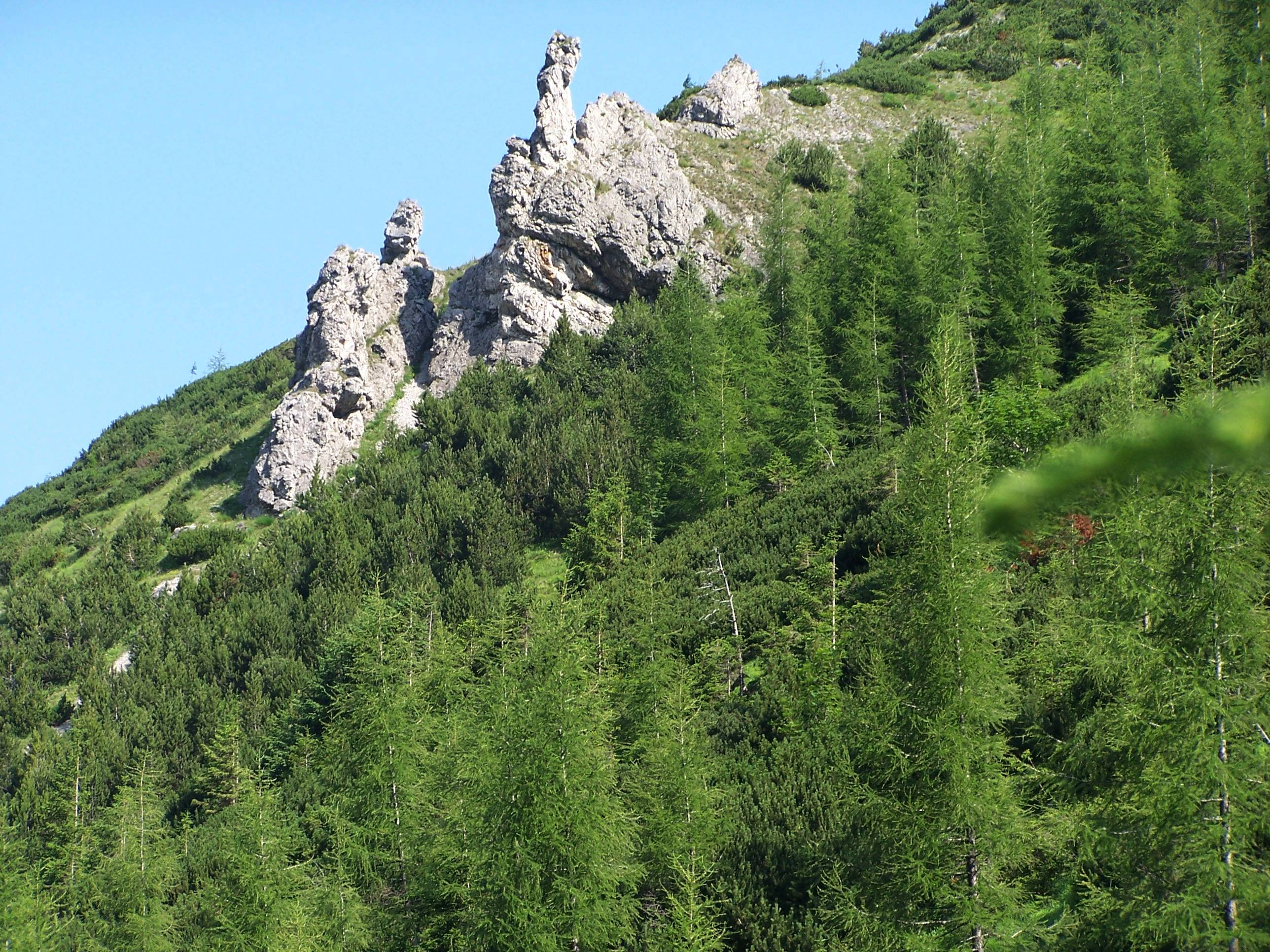
Wapienna skałka Mnich na prawym zboczu

Jaworzynka – dolina w Tatrach, stanowiąca wschodnie odgałęzienie Doliny Bystrej.

## Topografia
Odgałęzia się od Doliny Bystrej w Kuźnicach na wysokości 1014 m. Otoczenie doliny stanowią: od wschodu Boczań i Skupniów Upłaz, od południa Wielka Kopa Królowa, Mała Kopa Królowa i Kopa Magury, od zachodu północno-zachodnie ramię Kopy Magury w którym wznoszą się Jaworzyńska Czuba, Zawrat Kasprowy i Jaworzyńskie Czoła. W górnej części dolina rozgałęzia się – orograficznie prawe odgałęzienie tworzy Długi Żleb podchodzący pod Przełęcz między Kopami, zaś lewe to Żleb pod Czerwienicą wcinający się między stoki Małej Kopy Królowej i Kopy Magury. W górnej części doliny, na stokach Jaworzyńskich Turni, znajduje się nieudostępniona turystycznie Jaskinia Magurska.
W orograficznie prawych zboczach doliny poniżej Skupniowego Upłazu wznoszą się liczne skały i turniczki: Cyganka, Cycek, Cygan, Parzące Turnie, Mnich, Krzemionka, Wołowa Turnia i Gruba Turnia. Skałę Mnich (8 m wysokości) Władysław Cywiński uważa za jedną z najtrudniej dostępnych w całych Tatrach. Zdobył ją Robert Janik.

## Opis doliny
Dolina wyżłobiona jest całkowicie w skałach wapiennych. Jest wąska i długa, wyglądem przypomina wąwóz, a jej zbocza są strome. Dolna część doliny, na której znajduje się polana Jaworzynka z szałasami, jest niemal całkowicie płaska i pozioma. W dnie doliny znajduje się koryto potoku Jaworzynka, jednak woda spływa nim tylko po większych opadach, dolina ma bowiem podziemne odwodnienie. Sprawia to, że w dolinie jest cicho. Turyści dawno już doceniali walory tej doliny. Stefan Żeromski pisał: „tego wąwozu Jaworzyny pod Magurą do śmierci nie zapomnę...”, a Felicjan Faleński nazywał ją „doliną ciszy, cienia i pogody”.
W orograficznie prawych zboczach doliny znajdują się charakterystyczne wapienne ostańce skalne. Długoletnie pasterstwo i prace górnicze spowodowały, że każdej części tych zboczy i skałkom nadano nazwę. Nazwy te straciły już znaczenie, gdyż obecnie nie są już nikomu potrzebne. Zbocza lewe nie uległy takiemu zniszczeniu jak prawe, gdyż były zbyt strome zarówno dla celów pasterskich, jak i do wyrębu. Zachowały się na nich spore fragmenty naturalnych lasów urwiskowych. Władysław Cywiński w przewodniku Tatry pisze, że w położonej blisko miasta i licznie odwiedzanej przez turystów dolinie Jaworzynce jest więcej dużych zwierząt (jeleni, kozic) niż w dzikiej, ściśle chronionej i praktycznie nieodwiedzanej przez ludzi Dolinie Waksmundzkiej czy Pyszniańskiej. Zagląda tutaj niedźwiedź brunatny, a być może ma nawet w dolinie gawrę. Stwierdzono tutaj występowanie rzadkich w polskich Karpatach roślin takich jak dwulistnik muszy i sosna drzewokosa.
Przez dolinę wiedzie bardzo popularny szlak turystyczny na Halę Gąsienicową.

## Historia
W dolinie prowadzono w przeszłości prace górnicze – wydobywano tu rudy żelaza. Po pracach tych pozostały widoczne jeszcze do dziś sztolnie i identyfikowalne zwałowiska płonnego urobku, a także stoki, miejscami zupełnie ogołocone z lasów. 
Jednocześnie dolina była jednym z większych ośrodków pasterstwa w Tatrach. Całą dolinę, łącznie ze stokami, zajmowała Hala Jaworzynka, do której należała znajdująca się na dnie doliny polana Jaworzynka. Nadmierny wypas stoków wschodnich doprowadził do ich całkowitej erozji; stoki te zamienione zostały w piarżyste usypisko. Ich regenerację rozpoczęto już przed II wojną światową i kontynuowano po wojnie. Najskuteczniejsze okazało się zalesienie ich modrzewiem i olchą. Te dwa gatunki drzew obcych florze Tatr najlepiej zniosły warunki panujące w tej dolinie (m.in. dobowe różnice temperatur dochodzące do 60 °C); są też bardziej od świerka odporne na wiatrołomy.
Gładkie stoki doliny stwarzały dobre warunki do zsuwania się lawin. Do doliny Jaworzynki odnosi się najstarsza wzmianka o śmierci w lawinie w Tatrach. W księgach zgonów w Kościelisku pod rokiem 1855 zapisany jest 16-letni Łukasz, syn Wacława Bukowskiego, który zginął zasypany lawina śnieżną na Magurze dnia 28 kwietnia. Przypuszcza się, że miejscem zasypania był żleb "Starej Kopalni", spadający właśnie z Kopy Magury. Lawiny notowane były później w dolinie wielokrotnie, m.in. spod Przełęczy między Kopami, w żlebie Szerokie, Długim Żlebie czy na zboczach Czuby Jaworzyńskiej.
W 1920 r. na zboczu doliny wybudowano pierwszą w Polsce dużą skocznię narciarską. Jej rekord wynosił 42 m.

## Szlaki turystyczne
szlak przebiegający dnem doliny Jaworzynki z Kuźnic na Przełęcz między Kopami. Czas przejścia: ok. 1:30 h, ↓ 1:00 h.